# 土登宁玛龙图丹增诺布
瑞增·色仁波切（1928年6月7日－2022年12月8日），法名圖登尼瑪隆多丹增諾布，是一位來自拉達克的印度宗教領袖，曾任第102任甘丹赤巴（藏傳佛教格魯派的靈性領袖）。 在任期結束後，他被尊稱為「甘丹赤蘇」，即「前甘丹赤巴」的意思。成為甘丹赤巴之前，他曾任絳孜密院法主（即「甘丹北峰法主」）。  

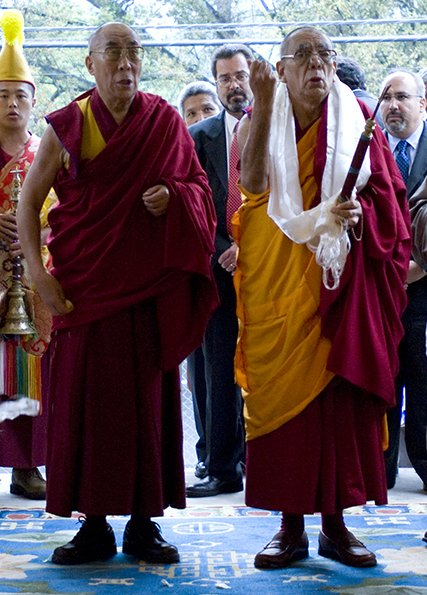
2007年瑞增仁波切與十四世達賴喇嘛

 瑞增仁波切出生於瑪托皇室，是拉達克王室的旁系分支。他的父親是彭措南嘉王子，拉達克國王的直系後裔；他的母親慶林拉宗來自列城卡隆貴族家族。他是第十九世巴庫拉仁波切的侄子。  
1930年代初期，瑞增仁波切在孩提時期被第十三世達賴喇嘛認證為祖古，並坐床為瑞增隱修院創始祖古的轉世化身。4歲時，他被送入隱修院學習；以過人的智慧著稱，8歲時便幾乎背誦了所有的寺院經文，並開始修持無量壽佛閉關。8歲時，他能自行傳授無量壽佛長壽灌頂，而同齡的孩子仍在學習藏文字母。12歲時，他由其叔叔巴庫拉仁波切授予沙彌戒。  
1948年，瑞增仁波切前往西藏進行宗教學習；1950年，他被接納入拉薩的哲蚌洛色林寺進行更高階的僧伽訓練。20歲時，他由第94任甘丹赤巴克琼倫珠宗竹授予比丘戒。仁波切在哲蚌洛色林寺留學至1959年，西藏遭中國接管後，他加入第十四世達賴喇嘛及流亡社群於印度。他曾被十四世達賴喇嘛任命為哲蚌洛色林寺（1984年）和絳孜密宗學院的住持——這是兩座主要的格魯派寺院。此外，他還擔任拉達克努布拉谷蘇木村附近桑旦林寺的住持。  
瑞增仁波切將禪修與密法實修作為其生命的重點，進行了無數密法閉關，包括在拉達克隱修一處極偏遠的地方進行三年的大威德金剛閉關，此地每年因積雪封山，僅能通行約3個月。他以密法及密宗儀軌的深厚造詣聞名，並多次被十四世達賴喇嘛召請主持治病及其他目的的密宗法事，例如時輪金剛灌頂的場地清淨儀式。
瑞增仁波切於2022年12月8日圓寂，享壽94歲。